# 崔蔚林
崔蔚林（1634年—1688年），字夏章，号定斋，又号玉阶。直隸新安縣（今安新縣）人。清朝政治人物。

## 生平
崔蔚林好读书，顺治十五年（1658）中进士，选庶吉士。升弘文院侍读，晋侍读学士，转翰林院侍读学士。崔蔚林好王守仁之學，康熙十八年（1679年）十月十六日，呈上講章《大學格物誠意辨 》，對朱熹有微詞。崔蔚林與康熙帝有過激烈爭論，為圣祖所不悦，斥其“本無知識，文義荒謬，岸然自負為儒者，真可鄙也。”
晚年中风，手脚俱瘫，於是請求退休。康熙二十六年十二月十三日病卒。

## 著作
著有《四书讲义》、《易经讲义》、《解易》等书。

## 家族
父崔九围。